# Четвёртый дивизион чемпионата мира по хоккею с шайбой
Четвертый дивизион чемпионата мира по хоккею с шайбой — спортивное соревнование по хоккею с шайбой, проводимое под эгидой ИИХФ. С 2020 года является пятым и последним эшелоном чемпионатов мира по хоккею с шайбой. Дивизион был организован в 2019 году из четырёх команд — сборных Кувейта, Киргизии, Малайзии и Филиппин. Международная федерация хоккея из-за распространения коронавирусной инфекции COVID-19 отменила чемпионат мира в четвёртом дивизионе.

## Структура
Четыре команды в группе играют между собой в один круг. По итогам турнира команда, занявшая первое место, получает право играть в группе В третьего дивизиона, а команда, занявшая последнее место группе В третьего дивизиона, переходит в четвёртый дивизион.

## Победители четвертого дивизиона

### 2020 — н.в.
| \| Год \| Победитель \| \| ---- \| ------------------------------- \| \| 2020 \| отменен из-за пандемии COVID-19 \| \| 2021 \| отменен из-за пандемии COVID-19 \| \| 2022 \| Кыргызстан \| \| 2023 \| Филиппины \| \| 2024 \| Монголия \| \| 2025 \| Узбекистан \| 1. 2. |                                 |
| Год | Победитель                      |
| 2020 | отменен из-за пандемии COVID-19 |
| 2021 | отменен из-за пандемии COVID-19 |
| 2022 | Кыргызстан                      |
| 2023 | Филиппины                       |
| 2024 | Монголия                        |
| 2025 | Узбекистан                      |